# Строковий трудовий договір
Строковий трудовий договір — це один з видів трудових договорів який, на відміну від безстрокового, укладається на певний визначений строк.
Строковий трудовий договір укладається лише у випадках, коли трудові відносини не можуть бути встановлені на невизначений строк з урахуванням характеру наступної роботи або умов її виконання, або інтересів працівника та в інших випадках, передбачених законодавчо.
Тимчасовий характер виконуваної роботи означає, що вона є такою, що не може тривати постійно (сезонні роботи, які виконуються протягом сезону, тривала відсутність працівника, за яким зберігається місце роботи чи посада).
Найчастіше потреба в укладенні строкового трудового договору виникає в разі перебування постійної працівниці у відпустці у зв’язку з вагітністю та пологами або у відпустці для догляду за дитиною до досягнення нею трирічного віку (які часто називають «декретними» відпустками). Іноді ситуація ускладнюється тим, що працівниця, прийнята за строковим трудовим договором на «декретну» посаду, також іде у відпустку для догляду за дитиною, таким чином утворюються «подвійні декретні посади» або навіть «потрійні декретні посади». Зазвичай при цьому створюється плутанина із строками, і стає незрозуміло, хто ж має залишитись на цій посаді після закінчення строкових трудових договорів з усіма особами, які її обіймають.
Щоб уникнути плутанини, слід чітко зазначати строк трудового договору в наказі про прийняття на роботу. При цьому строк може бути обумовлений не тільки відпусткою працівниці, яка була прийнята на цю посаду першою, а й відпустками інших працівників, прийнятих після неї.

## Підстави укладання строкового трудового договору
Підставами для укладення строкового трудового договору відповідно до статті 23 КЗпП є:
- характер виконуваної роботи;
- умови виконання роботи;
- інтереси працівника;
- інші випадки, передбачені законодавчими актами[2]

Відповідно до абз. 2 п. 3 ст. 23 Кодексу законів про працю України, строковий трудовий договір укладається у випадках, коли трудові відносини не можуть бути встановлені на невизначений строк з урахуванням характеру наступної роботи, або умов її виконання, або інтересів працівника та в інших випадках, передбачених законодавчими актами.
Неможливість встановлення трудових відносин з урахуванням характеру наступної роботи може бути пов’язана, наприклад, із тим, що робота є сезонною.
Законодавство передбачає певні конкретні випадки, за яких можна укладати строкові трудові договори, але сфера застосування строкового трудового договору за названими випадками є досить обмеженою. Більш привабливою у плані широкого тлумачення уявляється така підстава укладення строкового трудового договору, як інтереси працівника.

## Форми укладення строкового трудового договору
Строковий трудовий договір укладається відповідно до загальних вимог, що ставляться до укладення трудових договорів, зокрема може бути оформлений як єдиний документ, підписаний сторонами, але найчастіше оформляється у формі: «заява про прийняття на роботу — наказ про прийняття на роботу».
Закон дозволяє укладати строковий трудовий договір як при прийнятті на роботу, так і згодом. Це означає, що сторони можуть домовитися про те, що працівник продовжуватиме працювати вже за строковим трудовим договором. В останньому випадку йдеться про переукладення трудового договору. Для такого переукладення потрібні ті самі підстави, про які ми згадували вище. Зокрема, достатньою підставою для переукладення трудового договору та встановлення строку буде заява працівника про це.

## Переукладання строкового трудового договору
Відповідно до ст. 39-1 КЗпП, трудові договори, переукладені один чи кілька разів, за винятком випадків, передбачених ч. 2 ст. 23 КЗпП, вважаються такими, що укладені на невизначений строк. Строковий трудовий договір вважається переукладеним з дати прийняття працівника на роботу, що вказана у відповідному наказі, виданому на підставі укладеного наступного строкового трудового договору. При цьому проміжок часу між датою звільнення працівника і датою прийняття на роботу за новим строковим договором не має суттєвого значення.
Переукладення строкового трудового договору у випадках, що підпадають під ч. 2 ст. 23 КЗпП, не тягне набуття трудовим договором характеру безстрокового. Але це положення не поширюється на трудові договори з тимчасовими працівниками. На думку Верховного суду України, ст. 39-1 КЗпП України може застосовуватися, коли строкові трудові договори були переукладені один чи декілька разів, за винятком випадків, коли трудові відносини не можуть бути встановлені на невизначений строк з урахуванням характеру майбутньої роботи або умов її виконання та інтересів працівника.

## Звільнення за строковим трудовим договором
Законом встановлено особливості припинення трудових відносин після закінчення строку трудового договору:
- підставою звільнення є п. 2 ст. 36 КЗпП;
- звільнення здійснюється за наказом власника, при цьому заява працівника не потрібна;
- днем звільнення є останній день роботи, що визначається відповідно до умов строкового трудового договору — як визначатиметься день звільнення, залежить від того, яким чином визначено строк трудового договору. У трудовому договорі (наказі про прийняття на роботу) може бути вказано, що його укладено строком, скажімо, на три місяці. Тоді останній день роботи визначається за правилами обчислення строків: якщо працівника було прийнято з 20 жовтня, то останнім днем його роботи, тобто датою звільнення, має бути 19 січня. Якщо такий працівник був допущений до роботи 20 січня, то, відповідно до частини першої ст. 391 КЗпП України, трудовий договір вважається продовженим на невизначений строк. Якщо ж у трудовому договорі передбачено, що його укладено на термін, скажімо, до 30 грудня 2005 року, день 30 грудня і буде останнім днем роботи. Також строк дії трудового договору можна визначати вказівкою на певну подію, що має статися. У цьому разі останнім днем роботи вважатиметься день настання такої події;
- оскільки встановлення трудових відносин на визначений строк вважається таким, що здійснюється за погодженням сторін трудового договору, немає потреби попереджати працівника про наступне звільнення;
- звільнення у зв’язку із закінченням строку трудового договору вагітних жінок і жінок, що мають дітей віком до трьох років (до шести, якщо дитина за медичним висновком потребує домашнього догляду), одиноких матерів, які мають дітей віком до 14 років або дитину-інваліда, допускається тільки з обов’язковим працевлаштуванням.

## Дострокове розірвання строкового трудового договору
Існують особливості дострокового розірвання строкового договору, серед яких такі:
- звільнення працівника з ініціативи власника до закінчення строку трудового договору допускається на загальних підставах, визначених статтями 40 — 41 КзпП;
- можливість працівника з власної ініціативи припинити трудові відносини до закінчення строку трудового договору дещо обмежена, і таке можливе у випадках, передбачених законом (хвороба або інвалідність працівника, що перешкоджають виконанню роботи, порушення власником або уповноваженим ним органом законодавства про працю, колективного або трудового договору, переїзд на нове місце проживання, вступ до навчального закладу та деякі інші випадки, передбачені ст. 39 та ч.1. ст. 38 КЗпП).[3]